# Olăritul la daci și dacoromani
Olăritul este unul dintre primele meșteșuguri practicate de oameni, având primele începuturi în neolitic. Prelucrarea argilei (lutului) a solicitat cunoștințe deosebite (modelare, decorare, ardere) care trebuiau să fie transmise din generație în generație, având astfel și un important rol în dezvoltarea socială primitivă. În spațiul geografic carpato-dunărean s-au găsit dovezi arheologice evidente de practicare timpurie a olăritului în neolitic. Încă din sec. V-IV (î.d.Chr) geto-dacii au produs diferite articole casnice prin olărit, folosind pe scară largă cuptoare de ars ceramică și roți de olărit.

## Ceramica geto-dacă înBalcani
Roata de olărit a fost la început mai ales în Dobrogea și de-a lungul Dunării. În zona Cernavodă (lângă Axiopolis) și Histria, prin săpături arheologice s-a descoperit ceramică autohtonă și de import. Produsele de olărie geto-dace prezentau o calitate asemănătoare celor făcute în regiunea balcanică. Dacii, ajungând în contact cu grecii și romanii au adoptat treptat, tehnici superioare din lumea sud-europeană greacă și ulterior romană. Prin tehnica lor meșterii olari daci au dovedit și ei, că geto-dacii au avut deja din secolele V-III (î.e.n.) o cultură proprie, respectiv un rol civilizator în Sudestul Europei.
.

## Sec.I î.e.n. - Sec.I e.n.
După anul 100 î.e.n. ceramica geto-dacă atinge o calitate superioară, fiind produsă cu predilecție la roată de olărit. Sub influența ceramicii elenistice apar și produse autohtone pictate. Vasele dacice aveau pictate motive geometrice simple, motive vegetale și animale, niciodată oameni.  

## În Dacia romană
În Dacia romană, de după anul 106, producția meștesugarilor locali a fost concurată de produse ceramice luxoase de import, dar aceasta a făcut să se ridice și nivelul olăriei daco-romane în producerea de articole uzuale, ateliere de olărit fiind atestate arheologic în aproape toate centrele urbane dacice. Printre coloniștii romani au fost aduși și meșteri olari din alte părți ale Imperiului.

## Perioada post-romană
Chiar și după retragerea armatei și administrației romane la sud de Dunăre, a continuat în nord - în Dacia postromană - practicarea olăritului, dar dat fiind condițiile mai vitrege, asta s-a făcut mai mult artizanal, în zonele ferite de violențele migratorilor prădători. Tehnologia veche a olăriei daco-romane a fost folosită continuu până în sec. VII.